# Callcosma cofan
Espèce
Callcosma cofan est une espèce d'opilions laniatores de la famille des Nomoclastidae.

## Distribution
Cette espèce se rencontre en Équateur dans la province de Sucumbíos et au Pérou dans la région de Loreto.

## Description
Le mâle holotype mesure 2,8 mm et la femelle paratype 2,7 mm.

## Systématique et taxinomie
Cette espèce a été décrite par Pinto-da-Rocha et Bragagnolo en 2017.

## Étymologie
Cette espèce est nommée en l'honneur des Cofán.

## Publication originale
- Pinto-da-Rocha & Bragagnolo, 2017 : « Cladistic analysis of the family Nomoclastidae with descriptions of a new genus and eight new species (Opiliones, Laniatores). » Invertebrate systematics, vol. 31, no 1, p. 91-123.